# Onna ga Medatte Naze Ikenai
Onna ga Medatte Naze Ikenai (女が目立って なぜイケナイ  ¿Porque las mujeres no pueden destacar??) es el 42º sencillo de Morning Musume. El sencillo fue lanzado el 10 de febrero del 2010, en 6 ediciones:1 edición regular, 3 limitadas y 2 especiales. Este sencillo está incluido en el 10° álbum de estudio del grupo 10 My Me. También fue el primer sencillo desde Osaka Koi no Uta sin el miembro de séptima generación Koharu Kusumi.

## Lista de canciones

### Edición Regular (CD)
- Onna ga Medatte Naze Ikenai
- Nakidasu Kamo Shirenai Yo (泣き出すかもしれないよ Quisa Pueda Estallar en Llanto)
- Onna ga Medatte Naze Ikenai (instrumental)

### Edición Limitada A (DVD)
- Onna ga Medatte Naze Ikenai (Dance Shot Ver.)

### Edición Limitada B (DVD)
- Onna ga Medatte Naze Ikenai (Close-up Ver.)

### Edición Limitada C (DVD)
- Onna ga Medatte Naze Ikenai (Versión de Maquillaje)

### Single V
- Onna ga Medatte Naze Ikenai (MV)
- Onna ga Medatte Naze Ikenai (Versión de Escenario)
- Making of (メイキング 像)

### Event V
- Onna ga Medatte Naze Ikenai (Ai Takahashi Solo)
- Onna ga Medatte Naze Ikenai (Risa Niigaki Solo)
- Onna ga Medatte Naze Ikenai (Eri Kamei Solo)
- Onna ga Medatte Naze Ikenai (Sayumi Michishige Solo)
- Onna ga Medatte Naze Ikenai (Reina Tanaka Solo)
- Onna ga Medatte Naze Ikenai (Aika Mitsui Solo)
- Onna ga Medatte Naze Ikenai (Junjun Solo)
- Onna ga Medatte Naze Ikenai (Linlin Solo)

## Miembros
- 5.ª Generación: Ai Takahashi, Risa Niigaki
- 6.ª Generación: Eri Kamei, Sayumi Michishige, Reina Tanaka
- 8.ª Generación: Aika Mitsui, Junjun, Linlin